# 레터맨 (스포츠)

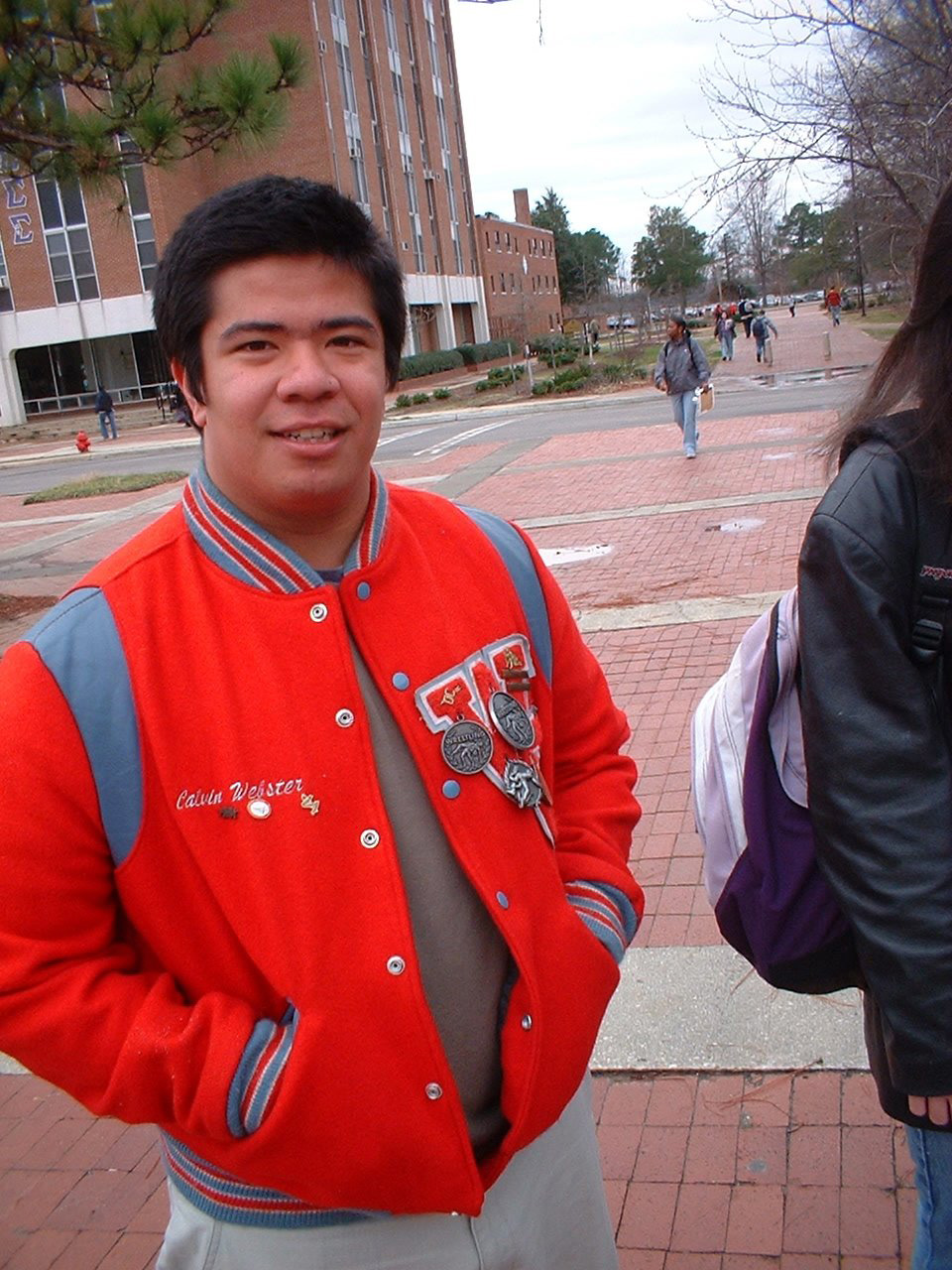
수놓아진 "W" 문자 주변에 수여 받은 메달을 달아 놓은 재킷을 입은 한 학생.

미국의 스포츠에서, 레터맨(letterman)이란 학교를 대표하는 스포츠 팀이 특별한 수준의 참여 또는 성과를 달성하는 데에 기여한 고등학생 또는 대학생에게 부여되는 칭호이다. 미국의 고등학생이나 대학생들은 자신이 소속된 학교나 팀에 대한 자부심을 드러내거나 개인적으로 받은 성과를 자랑하기 위해 레터 재킷(letter jacket)을 입기도 한다.